# Алгома (Мисисипи)
Алгома (енгл. Algoma) град је у америчкој савезној држави Мисисипи.

## Демографија
По попису из 2010. године број становника је 590, што је 82 (16,1%) становника више него 2000. године.
| Група             | 2000.       | 2010.       |
| Белци             | 382 (75,2%) | 464 (78,6%) |
| Афроамериканци    | 110 (21,7%) | 107 (18,1%) |
| Азијати           | 0 (0,0%)    | 0 (0,0%)    |
| Хиспаноамериканци | 12 (2,4%)   | 11 (1,9%)   |
| Укупно            | 508         | 590         |